# Medasina acribomena
Medasina acribomena är en fjärilsart som beskrevs av Louis Beethoven Prout 1928. Medasina acribomena ingår i släktet Medasina och familjen mätare. Inga underarter finns listade i Catalogue of Life.